# Médaille du commandement exceptionnel de la NASA
La médaille du commandement exceptionnel de la NASA (en anglais : Nasa Outstanding Leadership Medal) est décernée aux employés du gouvernement fédéral des États-Unis pour leur travail exceptionnel qui affecte notamment les programmes techniques ou administratives de la National Aeronautics and Space Administration (NASA).

## Lauréats

### 1970
- James C. Elms
- Robert L. Krieger

### 1972
- Leonard Jaffe

### 1973
- Donald D. Arabian
- Eugene H. Cagle
- William C. Keathley
- Edwin C. Kilgore
- Eugene Kranz
- Robert O. Piland
- Stanley R. Reinartz
- Philip C. Shaffer

### 1974
- John R. Casani
- M. P. Frank
- Robert A. Parker

### 1975
- Arnold D. Aldrich
- Robert O. Aller
- John P. Donnelly
- Don M. Hartung
- Seymour C. Himmel
- Walter J. Kapryan
- Robert N. Lindley
- Bernard Lubarsky
- Leslie H. Meredith
- John J. Neilon
- William H. Rock
- Robert J. Shafer
- Charles H. Terhune

### 1976
- Robert C. Baumann
- Paul C. Donnelly
- Albert G. Ferris
- James J. Kramer
- Charles T. Newman
- Joseph E. Robbins
- Miles Ross
- Michael J. Vaccaro

### 1977
- Manuel Bautista Aranda
- Loren G. Bright
- G. Calvin Broome
- Edmund A. Brummer
- Robert L. Crabtree
- John E. Duberg
- E. Barton Geer
- George N. Gianopulos
- Wayne R. Glenny
- Angelo Guastaferro
- Jack E. Harris
- Marshall S. Johnson
- Louis Kingsland
- Robert A. Leslie
- Peter T. Lyman
- William J. O'Neil
- George F. Pieper
- Ronald A. Ploszaj
- James E. Stitt
- Israel Taback
- Allen E. Wolfe
- Howard T. Wright

### 1978
- Eugenio Covacevich
- George C. Deutsch
- James A. Downey
- Edmond J. Golden
- Robert E. King
- John A. Manke
- John P. Reeder
- Geoffrey Robillard
- Nancy G. Roman
- Deke Slayton
- Fridtjof A. H. Speer